# Harald Czudaj
Harald Czudaj   (Wermsdorf, 14 de febrer de 1963) és un pilot de bob alemany, ja retirat, que va competir durant les dècades de 1980 i 1990.
El 1992 va prendre part en els Jocs Olímpics d'Hivern d'Albertville, on fou sisè en la prova de bobs a quatre del programa de bob. Dos anys més tard, als Jocs de Lillehammer, guanyà la medalla d'or en la mateixa prova. Formà equip amb Karsten Brannasch, Olaf Hampel i Alexander Szelig. El 1998, a Nagano, disputà els seus tercers i darrers Jocs Olímpics. Fou vuitè en la prova del bobs a quatre.
En el seu palmarès també destaquen quatre medalles al Campionat del món de bob, dues de plata i dues de bronze entre les edicions de 1990 i 1995. Al Campionat d'Europa de bob guanyà cinc medalles, dues d'or, una de plata i dues de bronze entre el 1989 i el 1999.
Abans dels Jocs Olímpics d'Hivern de 1992 es va saber que havia treballat com a informador de la Stasi. Se sap que va presentar un mínim de deu informes sobre els seus companys d'equip entre 1988 i 1990. Va poder competir després que les autoritats esportives alemanyes investiguessin el cas.
Una vegada retirat va entrenar l'equip femení neerlandès de cara als Jocs Olímpics de Torí de 2006.